# Teatro Bellas Artes (Tarazona)
El Teatro Bellas Artes de Tarazona es un teatro concluido en el año 1921, ejemplo de arquitectura eclecticista, con reminiscencias modernistas y secesionistas en su exterior y elementos clasicistas en su interior. Con capacidad para 475 personas, su distribución es la de un teatro clásico a la italiana. 

## Historia
Desde 1664 existía en Tarazona una casa de comedias ubicada en un granero municipal en el barrio de la Almehora, construida con ladrillo y derribada en la década de 1980. A principios ya del siglo XX su estado era ruinoso y la iniciativa privada solicitó al ayuntamiento el solar de la plaza conocida como de "los melones" para construir uno nuevo. El proyecto fue aprobado y el actual teatro se construyó siguiendo los planos del arquitecto turiasonense Miguel Ángel Navarro. La inauguración tuvo lugar el 26 de agosto de 1921 con representaciones de "El niño judío" y "La maña de la mañica".
En 1985 el edificio fue adquirido por el consistorio y fue restaurado dentro del Programa de Rehabilitación de Teatros promovido por la Diputación General de Aragón, ampliando el espacio espacio escénico. Las obras comenzaron en 1988 y se concluyeron definitivamente en junio de 1991. Su reinauguración tuvo lugar el 19 de febrero de 1992. 
Constituye la principal infraestructura cultural de la Tarazona. Además de albergar espectáculos teatrales, danza, conciertos o conferencias, funciona como sala de cine.
En su planta primera se encuentra la exposición permanente Paco Martínez Soria y Raquel Meller, ambos originarios de la ciudad. Este espacio expone material fotográfico, audiovisual y objetos de la vida personal y profesional entregados por sus familias.
En él se celebra cada año el Festival de Cine de Comedia Paco Martínez Soria.